# 心理師
心理師是應用心理學知識對人進行心理工作的專業，為台灣特有職稱，不是醫師。主要形容使用心理學知識進行諮商或治療的職業，在外國相關工作視當地法規被稱為心理學家（Psychologist）、心理治療師（Psychotherapist）、或註冊心理輔導員（Licensed Psychological Counselor）等。

## 簡介
心理學最早起源於哲學，十九世紀從哲學中分離出來成為一門獨立的研究學科，是一門研究人類自我思維、剖析行為方式，並探討人類如何感知外界訊息和如何進行訊息內化處理的心理和行為的規律的科學。
一位心理師常常需要具備自然科學和社會科學兩方面的知識和素養。在自然科學方面，他需要了解神經科學、生理學、生物化學、生態學、物理學等；在社會科學方面，他需要懂得社會學、 人類學、語言學等。

## 養成教育
心理師主要分成臨床心理學（Clinical Psychology）及諮商心理學（Counseling Psychology)的訓練養成教育：
臨床心理學
臨床心理學的基本功訓練，以「心理病理」為基礎，進而延伸到「心理衡鑑」與「心理治療」。也因其（過去）最常工作之處在於醫院精神科，所以，臨床心理師必須能夠與醫師或其他專業團隊合作，共同協助處理個案狀況。此外，近代臨床心理學的訓練，也試著從「疾病」的觀點，向外擴展到其他角度。如近期興起的創傷後成長、正向心理學等議題，從預防的角度來增強個人的因應能力、保護因子或心理韌性等。這些訓練的內容，對大多數民眾來說都是很有幫助的，並不只侷限於符合身心科診斷的人。
諮商心理學
在諮商心理學的訓練裡，以「全人發展」為基礎，雖仍提供心理病理、衡鑑/評估的訓練，但相較臨床心理學的訓練比重較輕，多增加認知人格發展與社會文化影響等相關訓練，以及與醫療、社福等專業團隊合作能力。諮商訓練過程中，會有較多對各種治療形式、治療學派的理論技巧，注重在生命價值觀的改變、社會適應的訓練等，以及對人生議題的尊重與選擇。相關學習訓練對於處遇霸凌、憂鬱焦慮、創傷壓力、人際議題、親密關係、性別議題、網路濫用、生涯選擇等較為強項，協助個人去除心理危險因子增加心理保護因子，較少以病理觀點看待個案。

## 各地區執業資格及行業現況

### 臺灣
在臺灣，心理師屬於非醫師的醫事人員，須通過考選部辦理的《專門職業及技術人員高等考試心理師考試》，取得心理師執照，才得以執業。 心理師一般根據在學時所受訓練不同，在通過考核後可按專業執業為臨床心理師或諮商心理師兩類。
考試資格
根據臺灣考選部之規定：
- 中華民國國民具有公立或立案之私立大學、獨立學院或符合教育部採認規定之國外大學、獨立學院諮商心理所、系、組或相關心理研究所主修諮商心理，並經實習至少一年成績及格，得有碩士以上學位者，得應諮商心理師考試。
- 中華民國國民具有公立或立案之私立大學、獨立學院或符合教育部採認規定之國外大學、獨立學院臨床心理所、系、組或相關心理研究所主修臨床心理，並經實習至少一年成績及格，得有碩士以上學位者，得應臨床心理師考試。

應試科目
- 臨床心理師應試科目：

1. 臨床心理學基礎
2. 臨床心理學總論（一）（包括偏差行為的定義與描述、偏差行為的成因）
3. 臨床心理學總論（二）（包括心理衡鑑、心理治療）
4. 臨床心理學特論（一）（包括自殺之心理衡鑑與防治、暴力行為之心理衡鑑與心理治療、物質濫用與依賴之心理衡鑑與心理治療、性格與適應障礙之心理衡鑑與心理治療）
5. 臨床心理學特論（二）（包括心智功能不全疾病之心理衡鑑與心理治療、精神病之心理衡鑑與心理治療、兒童與青少年發展障礙之心理衡鑑與心理治療）
6. 臨床心理學特論（三）（包括飲食障礙之心理衡鑑與心理治療、精神官能症之心理衡鑑與心理治療、壓力身心反應與健康行為）

- 諮商心理師應試科目：

1. 諮商的心理學基礎
2. 諮商與心理治療理論
3. 諮商與心理治療實務與專業倫理
4. 心理健康與變態心理學
5. 個案評估與心理衡鑑
6. 團體諮商與心理治療

而根據台灣衛生福利部《心理師法》，心理師之業務範圍如下（粗體字為僅限臨床心理師提供執行的業務）：
1. 一般心理狀態與功能之心理衡鑑
2. 心理發展偏差與障礙之心理諮商與心理治療
3. 認知、情緒或行為偏差與障礙之心理諮商與心理治療
4. 社會適應偏差與障礙之心理諮商與心理治療
5. 精神官能症之心理諮商與心理治療（應依醫師開具之診斷及照會或醫囑為之）
6. 精神病或腦部心智功能之心理治療（應依醫師開具之診斷及照會或醫囑為之）
7. 其他經中央主管機關認可之臨床心理業務

### 香港
在香港，心理師專業分成臨床心理學家、輔導心理學家、或受各學會/協會認證的輔導師（Counselor）。2019年香港衛生署香港臨床心理學公會認可的臨床心理學家名冊，臨床心理學家成為香港心理師專業唯一擁有法定專業人員資格的職業。一般來說，心理學家皆要在本科修讀香港心理學會指定範疇的課程，之後要完成該會認可的碩士或博士課程，當中包括至少1000小時臨床實習，並且向該會註冊，才可使用有關稱號。而輔導師曾按各學會/協會要求，但因非法定專業，大部分相關從業人員並未有登記。 

### 澳門
根據第18/2020號法律《醫療人員專業資格及執業註冊制度》，治療師（心理）必須擁有相關臨床心理學的學歷，並通過知識考試及實習，方可取得完全執照。而無法取得資格但進行相關心理工作的職業為心理輔導員。

### 中華人民共和國
人力資源及社會保障部在2002年曾推出三級及二級心理諮詢師考核證書，但由於報考條件限制不多且內容偏基礎，大量針對考試的短期培訓班出現，以至獲證照者的專業能力參差不齊。至2017年相關證照的考核取消並計劃推出更專業的認證，但現時中華人民共和國並無法律認可的心理諮詢師證照，不同學會及團體皆曾嘗試推出自身的認可制度爭取在行業內的話語權，及有不同團體推出自身認證課程，導致該國的心理諮詢師認證發展混亂，且以上認證皆無法律地位的認可。

### 日本
在日本，心理士分成國家資格的公認心理師及民間資格的臨床心理士。公認心理師法定立於2018年，其規定計劃成為公認心理師者，必須要於指定養成設施完成學士課程，並且至少修畢研究院程度的二年制課程，或是於學士畢業後，具備至少兩年相關實務經驗，並且日本心理研修中心實施的考試中合格及進行登錄，方可執業。而臨床心理士為民間機構日本臨床心理士會設立的認證，該會成立於1989年11月1日，計劃申請該資格者，需於指定大學完成學位後，通過筆試及面試後方可取得資格。

### 韓國
臨床心理師分為兩級：第一級需要完成心理學相關碩士學位，並且有兩年實務訓練經驗或四年相關工作經驗，方可報考資格考試，通過後方可獲得執照。第二級則僅需要多於1年的實務訓練經驗或多於2年的相關工作經驗，並且有學士學位，就可報名考試。取得第二級臨床心理師資格的人士，在有多於5年相關工作經驗後，方可報考第一級。

### 新加坡
新加坡心理學會為自願性質的規管機構，心理學家亦非法定專業人員。一般來說，要在該會註冊，需要完成應用心理學碩士課程，當中包括修課式學習和督導實習，方符合該會註冊標準。

### 馬來西亞
臨床心理師受《2016年輔助健康專業法令》規管。一般來說，臨床心理師需要完成相關學科的碩士學位，並向馬來西亞輔助健康專業委員會申請註冊並領取執業證書，方可執業。

### 英國
心理學家一類名稱在英國受法律規管。要成為臨床或諮商心理學家，必須持有由健康照護專業委員會認證的心理學博士學位，方才可註冊使用相關名號。而心理治療師（Psychotherapist）、諮商師（Counselor）在英國並無法定註冊，僅靠不同協會推出其專業認證，如英國輔導協會、英國治療師協會等。

### 德國
心理治療師這一稱呼受法律規管。一般來說，學生要取得碩士學位，之後接受認可機構的訓練至少三年，當中包括理論部份和臨床實習部份，並通過國家考試，包含筆試和面試，方可取得心理治療師執業許可。

### 奧地利
臨床心理師一詞受法律規管。一般來說，完成一個主修心理學的學位（至少300學分）是必須的，之後要接受至少2098小時實務訓練和340學分的理論訓練，並完成120學分的督導實習和76學分的自我發現課程。最後要接受一個委員會的面試，通過後方得執業。

### 北美洲
在美國和加拿大，心理師相關工作按地區有所差異，一般而言，要成為臨床心理學家，需要有認可心理學博士學位，完成指定時數的督導臨床實習，以及筆試合格，有的地方還需要口試合格，所有美國州份及加拿大省級發證機構都是州份和省級心理學局協會的會員，主要負責心理學專業執業考試。
此外，在美國按各州法規，亦分有註冊專業輔導員（Licensed Professional Counselor, LPC）、註冊心理健康輔導員（Licensed Mental Health Counselor, LMHC）、註冊臨床專業輔導員（Licensed Clinical Professional Counselor, LCPC）等不同職稱，且註冊臨床社會工作者(Licensed Clinical Social Worker, LCSW）亦可提供心理治療的服務。但應注意美國的註冊制度僅限在該地區執制業務，並不允許跨區向別人提供服務。
而加拿大除了心理學家外，持有心理治療或諮商學相關碩士，亦可向各地區的心理團體登記註冊成為當地的治療師（Therapist），提供心理治療服務。

## 外部連結
- 心理學
- 心理學家列表